# Rệp son

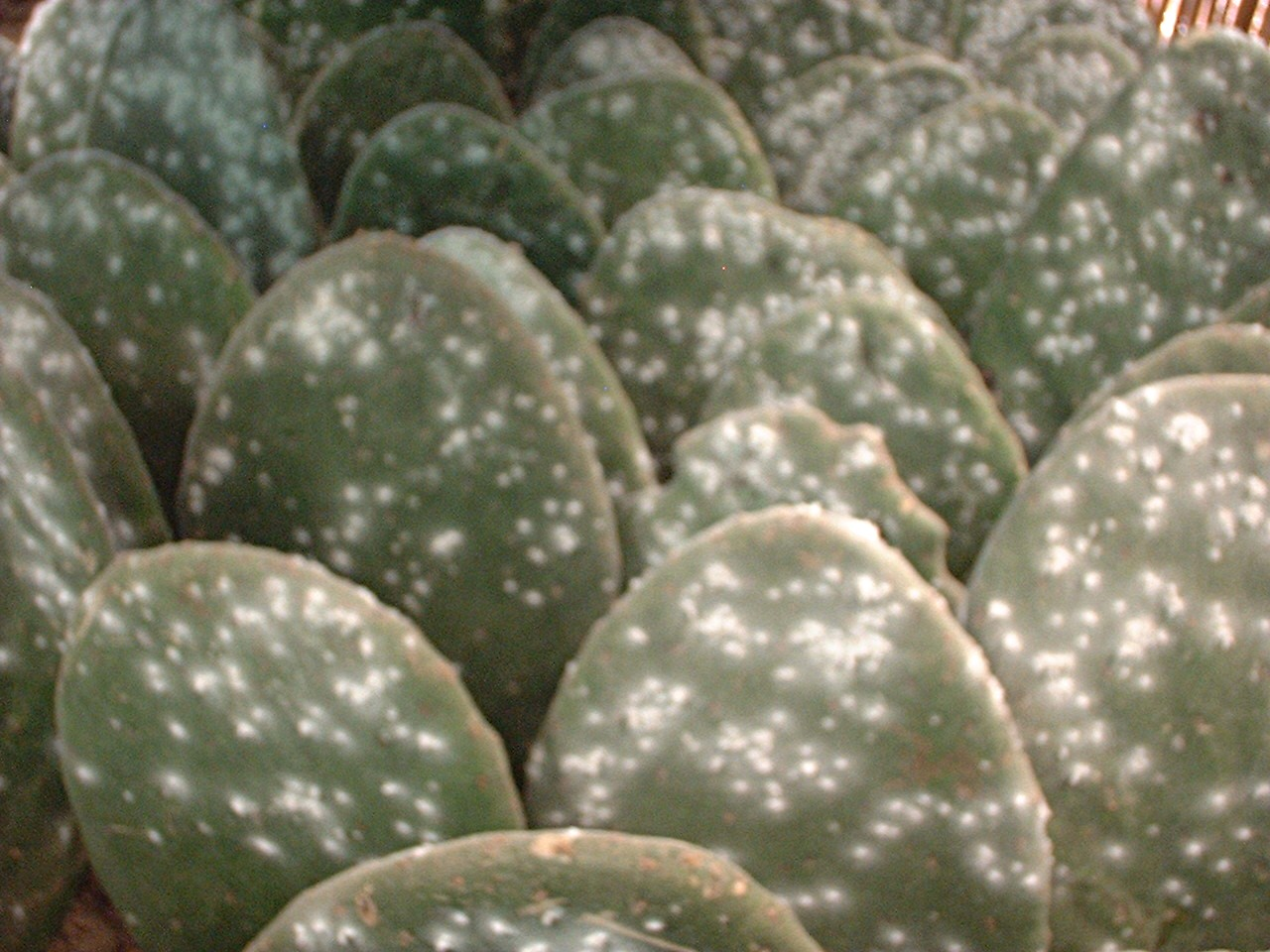
Rệp son tàn phá cây xương rồng dưới lớp sáp trắng.

Rệp son, còn gọi là bọ yên chi (chữ Hán: 燕脂蟲, yên chi trùng, nghĩa là bọ phấn thoa mặt), có tên khoa học là Coccus cacti hoặc Dactylopius coccus. Giống bọ này gốc từ México, nhưng sau được nuôi ở Trung Mỹ và Nam Mỹ để lấy phẩm. Loài rệp son này thường sống bám vào loại cây xương rồng "lê gai" (Opuntia engelmannii), tụm lại từng nhóm mà hút chất nước của cây. Đàn bọ ăn bám này có thể làm thiệt hại cây đến nỗi cây héo chết. Chúng tiết ra chất sáp trắng để che giấu và để bảo vệ cơ thể cho khỏi khô. Sắc đỏ yên chi là do chất axít carminic trong con bọ này. Người ta dùng xác rệp son cái khô hoặc trứng của nó để làm phẩm đỏ. Phẩm này được dùng trong mỹ phẩm, thực phẩm, vải, sơn... Từ khi có phẩm đỏ yên chi nhân tạo, phẩm của rệp son không được dùng nhiều nữa.

## Hình ảnh

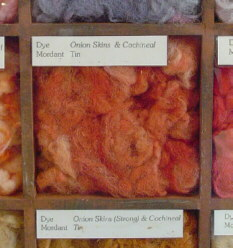
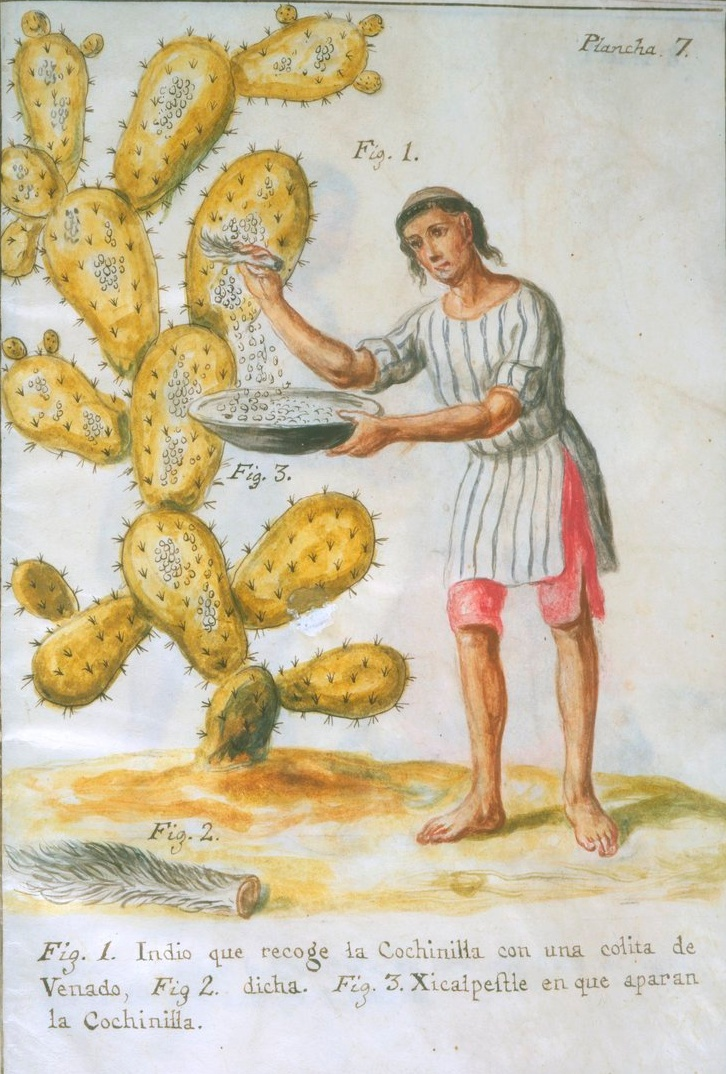
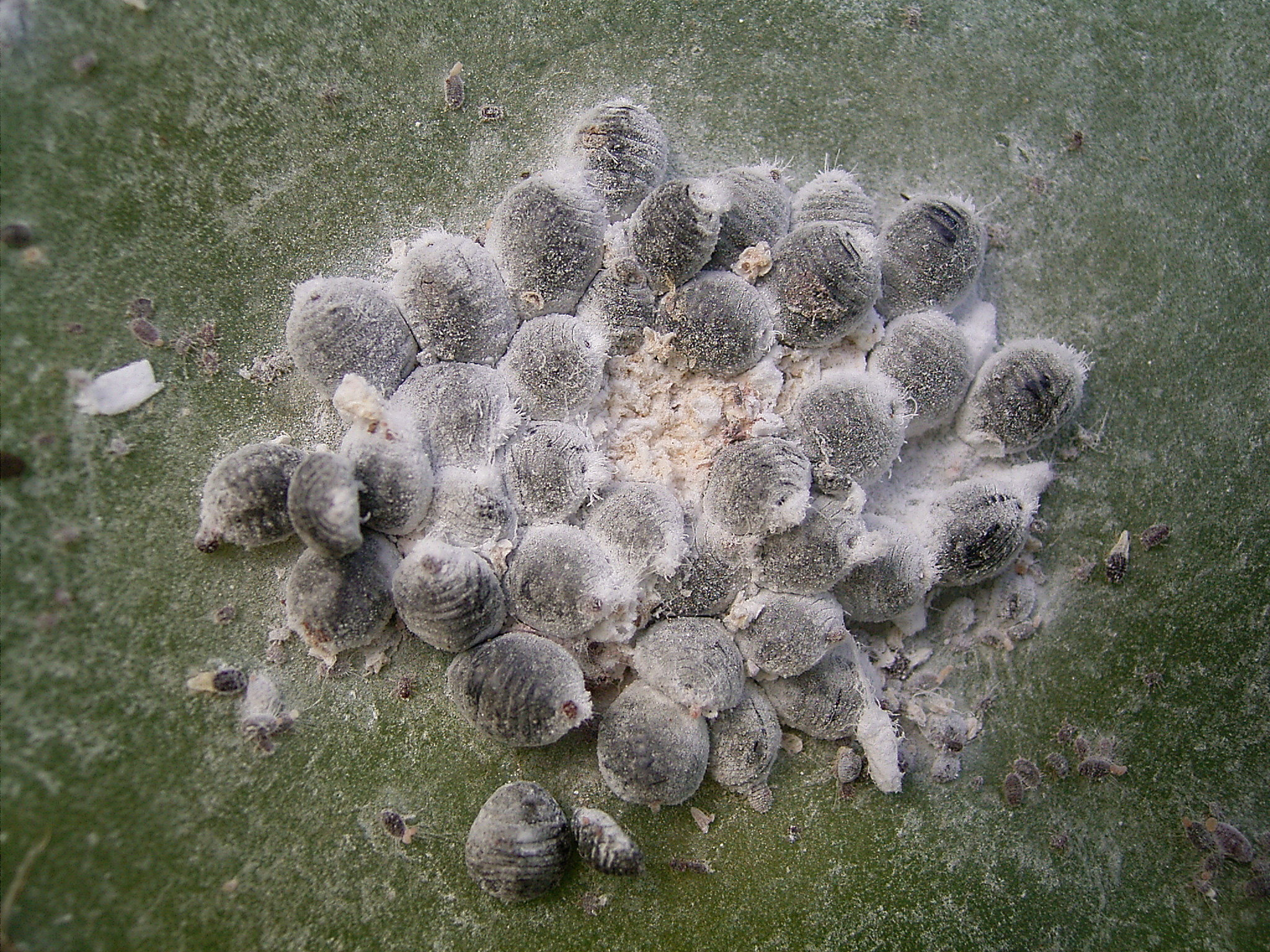
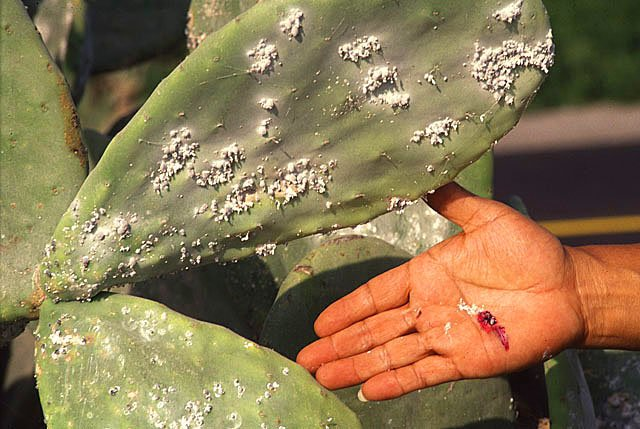